# Георг Еберхард Шенк фон Лимпург-Шпекфелд
Георг Еберхард Шенк фон Лимпург-Шпекфелд (на немски: Georg Eberhard Schenk von Limpurg-Speckfeld; * 3 октомври 1643; † 11 април 1705, Зомерхаузен) е наследствен имперски шенк на Лимбург в замък Шпекфелд над Маркт Айнерсхайм в Бавария и генерал-майор на Прусия.

## Биография
Той е син на Георг Фридрих Шенк фон Лимпург-Шпекфелд (1596 – 1651), императорски полковник-лейтенант, и съпругата му графиня Магдалена Елизабет фон Ханау-Мюнценберг-Лихтенберг (1611 – 1687), дъщеря на граф Албрехт фон Ханау-Мюнценберг (1579 – 1635) и графиня Еренгард фон Изенбург (1577 – 1637). Брат е на Франц Шенк фон Лимпург-Шпекфелд (1637 – 1673), имперски шенк на Лимбург-Шпекфелд, и Фолрат Шенк фон Лимпург (1641 – 1713), имперски шенк и граф на Лимбург-Шпекфелд и в Оберзонтхайм.
Еберхард Шенк става на 18 февруари 1702 г. пруски генерал-майор и поема на 31 октомври 1702 г. конен полк (Regiment von Heyden zu Pferd).
Той умира на 11 април 1705 г. на 61 години в Зомерхаузен, Бавария. Негов наследник става брат му Фолрат Шенк фон Лимпург († 19 август 1713). След неговата смърт той е наследен от пруския крал Фридрих Вилхелм I, което не се приема от другите роднини. Последвалият наследствен конфликт трае десетилетия.

## Фамилия
Георг Еберхард Шенк фон Лимпург-Шпекфелд се жени на 21 септември 1679 г. за Йохана Поликсена фон Лайнинген-Дагсбург-Фалкенбург-Хайдесхайм (* 25 март 1656, Шпайер; † 11 септември 1711), дъщеря на граф Емих XIII фон Лайнинген-Дагсбург-Фалкенбург-Хайдесхайм (1612 – 1657) и графиня Доротея фон Валдек-Вилдунген († сл. 1669). Те имат шест деца:
- Филип Фридрих Карл фон Лимпург-Шпекфелд (* 19 април 1681; † 15 август 1681)
- Магдалена София Юлиана фон Лимпург-Шпекфелд (1682 – 1682)
- Амалия Александрина Фридерика графиня фон Лимпург-Шпекфелд (* 5 януари 1689, Зомерхаузен; † 2 април 1754), омъжена за граф Йоахим Хендрик Адолф ван Рехтерен (* 28 декември 1687; † 5 март 1719)
- Франциска Йозефа Луиза фон Лимпург-Шпекфелд (*/† 1 юни 1690)
- Албертина Сузана фон Лимпург-Шпекфелд (* 1 юни 1690; † 1 юни 1717), омъжена за граф Фридрих Фердинанд фон Велц († 1721)
- Кристина Каролина Хенриета графиня фон Лимпург-Шпекфелд (* 26 ноември 1691; † 13 ноември 1765), омъжена за граф Виктор Зигисмунд фон Гревениц (* 20 октомври 1701; † 1766)